# Скифос

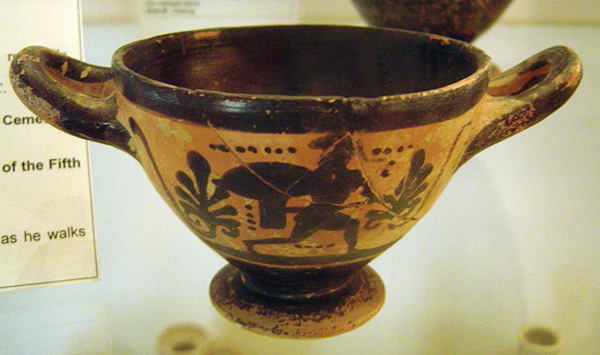
Чёрнофигурный скифос, ок. 490—480 гг. до н. э.

Скифос (др.-греч. σκύφος) — древнегреческая керамическая чаша для питья на низкой ножке с двумя горизонтально расположенными ручками. Скифосом был мифический кубок Геракла, поэтому скифос также называют кубком Геракла. Изображения скифоса часто встречаются на древнегреческих вазах, выполненных в стиле чёрно- и краснофигурной вазописи.